# Макет издания
Маке́т изда́ния — макет оформления книги, газеты или журнала, согласно которому набирается и верстается текст. Макет с готовой вёрсткой издания называется оригинал-макет.
В доцифровую эпоху макет издания разрабатывал технический редактор издательства, а исполняли его рабочие типографии — наборщики и верстальщики. Подобное разделение труда продолжает существовать сегодня в крупных компаниях, хотя верстальщики переместились из типографий в издательства и дизайнерские агентства. Тем не менее все чаще макет и верстку выполняет один человек, что существенно повышает требования к знаниям и умениям верстальщика в областях книжного (газетного-журнального) оформления и типографики.